# Live (video của Sade)
Live là album video đầu tiên của ban nhạc người Anh Sade, phát hành ngày 22 tháng 11 năm 1994 bởi Epic Records dưới định dạng VHS, trong khi bản DVD được ra mắt vào ngày 20 tháng 2 năm 2001. Album ghi lại hai buổi hòa nhạc cuối cùng trong chuyến lưu diễn Love Deluxe World Tour của ban nhạc tại Nhà hát ngoài trời SDSU ở San Diego, California, vào ngày 2 và 3 tháng 10 năm 1993.

## Danh sách bài hát
1. "The Sweetest Taboo"
2. "Keep Looking"
3. "Your Love Is King"
4. "Love Is Stronger Than Pride"
5. "Smooth Operator"
6. "Red Eye"
7. "Haunt Me"
8. "Like a Tattoo"
9. "Kiss of Life"
10. "Nothing Can Come Between Us"
11. "Cherry Pie"
12. "Pearls"
13. "No Ordinary Love"
14. "Is It a Crime?"
15. "Cherish the Day"
16. "Paradise"
17. "Jezebel"

## Xếp hạng tuần
| Bảng xếp hạng (2001)                | Vị trí cao nhất |
| ----------------------------------- | --------------- |
| Hoa Kỳ Top Music Videos (Billboard) | 8               |

## Chứng nhận
| Quốc gia                                                                           | Chứng nhận  | Số đơn vị/doanh số chứng nhận |
| ---------------------------------------------------------------------------------- | ----------- | ----------------------------- |
| Brasil (Pro-Música Brasil)                                                         | Vàng        | 25.000*                       |
| Hoa Kỳ (RIAA)                                                                      | 2× Bạch kim | 200.000^                      |
| * Chứng nhận dựa theo doanh số tiêu thụ. ^ Chứng nhận dựa theo doanh số nhập hàng. |             |                               |